# 九龍巴士88M線
九龍巴士88M線是香港一條已停辦的巴士路線，來往顯徑及九龍塘鐵路站。

## 歷史
- 1988年9月25日：本線投入服務，初時九龍塘總站設於森麻實道，來回程途經田心街及車公廟路。
- 1990年8月1日：本線的九龍塘總站遷往沙福道。
- 1997年1月16日：本線加入1輛空調巴士行走。
- 2003年8月29日：本線來回程途經顯徑街。
- 2004年6月28日：本線再換入2輛空調巴士行走。
- 2006年11月4日：配合九龍塘教育服務中心地下的九龍塘（沙福道）公共運輸交匯處啟用，本線遷往該處。
- 2011年5月15日：本線削減1輛非空調巴士字軌空缺（S3BL461／FW2149）。
- 2011年9月18日：本線提升至全空調服務[1]。
- 2013年3月24日：落實2012-2013年度沙田區巴士路線發展計劃的建議，與81M合併為新路線281M，由新田圍經顯徑總站往返九龍塘鐵路站。[2]

## 服務時間及班次
| 顯徑開           | 顯徑開       | 顯徑開       | 九龍塘鐵路站開   | 九龍塘鐵路站開 | 九龍塘鐵路站開 |
| 服務日期         | 服務時間     | 班次（分鐘） | 服務日期         | 服務時間       | 班次（分鐘）   |
| ---------------- | ------------ | ------------ | ---------------- | -------------- | -------------- |
| 星期一至六       | 05:40－07:00 | 16           | 星期一至六       | 06:05－07:25   | 16             |
| 星期一至六       | 07:00－09:10 | 12～14       | 星期一至六       | 07:25－09:36   | 12～14         |
| 星期一至六       | 09:10－16:35 | 18～20       | 星期一至六       | 09:36－17:01   | 18～20         |
| 星期一至六       | 16:35－17:45 | 14           | 星期一至六       | 17:01－18:11   | 14             |
| 星期一至六       | 17:45－23:55 | 15～20       | 星期一至六       | 18:11－00:25   | 15～20         |
| 星期日及公眾假期 | 05:40－11:16 | 18～20       | 星期日及公眾假期 | 06:05－11:42   | 18～20         |
| 星期日及公眾假期 | 11:16－13:30 | 13～14       | 星期日及公眾假期 | 11:42－13:56   | 13～14         |
| 星期日及公眾假期 | 13:30－16:30 | 18           | 星期日及公眾假期 | 13:56－16:56   | 18             |
| 星期日及公眾假期 | 16:30－17:55 | 14～15       | 星期日及公眾假期 | 16:56－18:21   | 14～15         |
| 星期日及公眾假期 | 17:55－23:55 | 18～20       | 星期日及公眾假期 | 18:21－00:25   | 18～20         |

## 收費
- 全程收費：$4.9

| - 本線設有12歲以下小童及65歲或以上長者半價優惠。 - 65歲或以上香港居民使用「樂悠咭」，以及12歲以下合資格殘疾兒童使用「殘疾人士身份」個人八達通繳付車資，均可享有每程$2.0或半價（以較低者為準）的票價優惠；12至64歲合資格殘疾人士使用「殘疾人士身份」個人八達通（包括「樂悠咭」），以及60至64歲香港居民使用「樂悠咭」繳付車資，均可享有每程$2.0或全費（以較低者為準）的票價優惠。 - 65歲或以上長者如使用長者或一般個人八達通繳付車資，則只可享有半價優惠；12至64歲合資格殘疾人士如不使用「殘疾人士身份」個人八達通，以及60至64歲人士如不使用「樂悠咭」繳付車資，必須繳付全費。 - 乘客可以現金或八達通於上車時付款，不設找續。 |

此路線是九巴獅子山隧道轉乘優惠計劃的其中一條路線，亦是九巴途徑獅子山隧道的巴士服務中收費最便宜的路線之一。
| 收費生效日期  | 成人全程收費                 |
| ------------- | ---------------------------- |
| 2013年3月17日 | $4.9（空調）                 |
| 2011年9月18日 | $4.6（空調）                 |
| 2011年5月15日 | $3.3（非空調）／$4.6（空調） |
| 2008年6月8日  | $3.2（非空調）／$4.4（空調） |
| 1997年12月1日 | $3（非空調）／$4.2（空調）   |
| 1997年1月16日 | $3（非空調）／不詳（空調）   |
| 1996年4月4日  | $2.8（非空調）               |
| 1995年4月2日  | $2.7（非空調）               |

## 用車
本線停辦前主要的用車為3輛丹尼士巨龍11米（AD）雙層空調巴士、1輛富豪超級奧林比安10.6米（ASV）雙層空調巴士，均屬沙田車廠（S）。

## 行車路線
- 顯徑開經：車公廟路、顯徑街、富健街、田心街、紅梅谷路、獅子山隧道公路、獅子山隧道、窩打老道、歌和老街、根德道、沙福道、添福道。

- 九龍塘鐵路站開經：沙福道、窩打老道、獅子山隧道、獅子山隧道公路、紅梅谷路、田心街、富健街、顯徑街、車公廟路。

### 沿線車站
| 顯徑開 | 顯徑開               | 顯徑開                         | 九龍塘鐵路站開 | 九龍塘鐵路站開       | 九龍塘鐵路站開                 |
| 序號   | 車站名稱             | 位置                           | 序號           | 車站名稱             | 位置                           |
| ------ | -------------------- | ------------------------------ | -------------- | -------------------- | ------------------------------ |
| 1      | 顯徑巴士總站         | 顯徑巴士總站                   | 1              | 九龍塘鐵路站巴士總站 | 九龍塘（沙福道）公共運輸交匯處 |
| 2      | 顯徑邨顯慶樓         | 顯徑街                         | 2              | 映月台               | 窩打老道                       |
| 3      | 顯徑邨顯沛樓         | 顯徑街                         | 3              | 獅子山隧道           | 獅子山隧道公路                 |
| 4      | 隆亨邨               | 田心街                         | 4              | 世界花園             | 紅梅谷路                       |
| 5      | 世界花園             | 紅梅谷路                       | 5              | 隆亨邨               | 田心街                         |
| 6      | 獅子山隧道           | 獅子山隧道公路                 | 6              | 下徑口村             | 顯徑街                         |
| 7      | 根德道               | 歌和老街                       | 7              | 顯田村               | 顯徑街                         |
| 8      | 九龍塘鐵路站巴士總站 | 九龍塘（沙福道）公共運輸交匯處 | 8              | 顯徑巴士總站         | 顯徑巴士總站                   |

## 外部連結
- 九龍巴士88M線 （页面存档备份，存于）
- 681巴士總站－九龍巴士88M線 （页面存档备份，存于）
- 香港巴士大典上的相关条目：九巴88M線